# 河野元昭
河野 元昭（こうの もとあき、1943年7月20日〜 ）は、日本の美術史学者。元静嘉堂文庫美術館館長。東京大学名誉教授。秋田県立近代美術館名誉館長。出光美術館理事。美術専門誌『国華』前主幹。元学校法人二本松学院京都美術工芸大学学長。
秋田県出身。近世美術が専門で、琳派研究の第一人者。現在は「饒舌館長」のペンネームで精力的に文筆活動を行っている。

## 略歴
- 1967年3月　東京大学文学部美術史学科卒業
- 1970年3月　東京大学大学院人文科学研究科美術史学専門課程博士課程中退
- 1970年4月　東海大学教養学部専任講師
- 1971年10月　東京国立文化財研究所文部技官
- 1979年9月　名古屋大学文学部助教授
- 1985年4月　東京大学文学部助教授
- 1992年4月　東京大学文学部教授
- 1995年4月　東京大学大学院人文社会系研究科教授
- 2006年3月　定年退職
- 2006年4月　秋田県立近代美術館館長
- 2006年6月　東京大学名誉教授
- 2014年4月　学校法人二本松学院京都美術工芸大学学長
- 2015年10月 静嘉堂文庫美術館館長
- 2024年4月 瑞宝重光章受章[1][2]

## 著書
- 『日本美を語る 第9巻 絢爛の装飾美 琳派絵画と障壁画』辻邦生共編 ぎょうせい 1989
- 『新編名宝日本の美術 第26巻 大雅・応挙』小学館 1991
- 『江戸名作画帖全集 2 玉堂・竹田・米山人 文人画2』駸々堂出版 1993
- 『日本水墨名品図譜 第4巻 狩野派と琳派』 毎日新聞社 1993
- 『日本水墨名品図譜 第5巻 蕪村・大雅の時代』 毎日新聞社 1993
- 『水墨画の巨匠 第14巻 竹田』中村真一郎共著 講談社 1995
- 『北斎の花 葛飾北斎』小学館 2005
- 『鈴木其一 琳派を超えた異才』東京美術 2015
- 『琳派 響きあう美』 思文閣出版 2015
- 『光悦　琳派の創始者』編著 宮帯出版社 2015
- 『文人画　往還する美』思文閣出版 2018
- 『江戸絵画　京と江戸の美』思文閣出版 2022

## 記念論集
- 美術史家、大いに笑う 河野元昭先生退官記念論文集編集委員会 ブリュッケ 2006